# Edward Waring
Edward Waring, född omkring 1736 i  Old Heath, Shropshire, England, död 15 augusti 1798 i Plealy, Pontesbury, Shropshire, var en brittisk matematiker, som år 1770 ställde den fråga som blev känd som Warings problem och valdes till stipendiat i Royal Society 1763 och tilldelades Copleymedaljen 1784.

## Biografi
Waring var äldste son till John och Elizabeth Waring, ett välmående jordbrukarpar. Han fick sin tidiga utbildning i Shrewsbury School under en Mr Hotchkin och antogs som understödd elev vid Magdalene College, Cambridge, den 24 mars 1753, och var också Millingtonutställare.
Hans stora talang för matematik upptäcktes i hans tidiga år i Cambridge och 1757 avlade han kandidatexamen som senior wrangler och 1758 valdes han till ett stipendium på Magdalene College. Han tillhörde Hyson Club, bland vars medlemmar även fanns William Paley.
Waring hade en yngre bror, Humphrey, som fick ett stipendium på Magdalene 1775. År 1776 gifte han sig med Mary Oswell, syster till en draper i Shrewsbury. De flyttade till Shrewsbury och drog sig sedan tillbaka till Plealey, en dryg mil utanför staden, där Waring ägde en egendom på 215 tunnland 1797.
Under sina sista år sjönk han ner i en djup religiös melankoli, och en våldsam förkylning orsakade hans död, i Plealey 1798.

## Karriär och vetenskapligt arbete
I slutet av 1759 publicerade Waring det första kapitlet i Miscellanea Analytica. I januari året därpå utnämndes han till Lucasian professor i matematik, en av de högsta positionerna i Cambridge. William Samuel Powell, då handledare vid St John's College, Cambridge motsatte sig Warings val och stödde istället William Ludlams kandidatur. I polemiken med Powell stöddes Waring av John Wilson. I själva verket var Waring mycket ung och innehade inte masterexamen, nödvändig för att kvalificera sig för Lucasian-stolen, men detta beviljades honom 1760 genom kungligt mandat. 
År 1762 publicerade han hela Miscellanea Analytica, huvudsakligen ägnad åt teorin om tal och algebraiska ekvationer. År 1763 valdes han in i Royal Society. Han tilldelades dess Copleymedalj 1784, men drog sig ur sällskapet 1795 "på grund av [sin] ålder". Waring var också medlem av vetenskapsakademierna i Göttingen och Bologna. År 1767 tog han en medicine doktorsexamen, men hans verksamhet inom medicin var ganska begränsad, även om han utförde dissektioner med Richard Watson, professor i kemi och senare biskop av Llandaff. Från omkring 1770 var han läkare vid Addenbrooke's Hospital i Cambridge, och han praktiserade också vid St Ives, Huntingdonshire, där han bodde några år efter 1767. Hans karriär som läkare var inte särskilt framgångsrik eftersom han var en allvarligt närsynt och mycket blyg man.

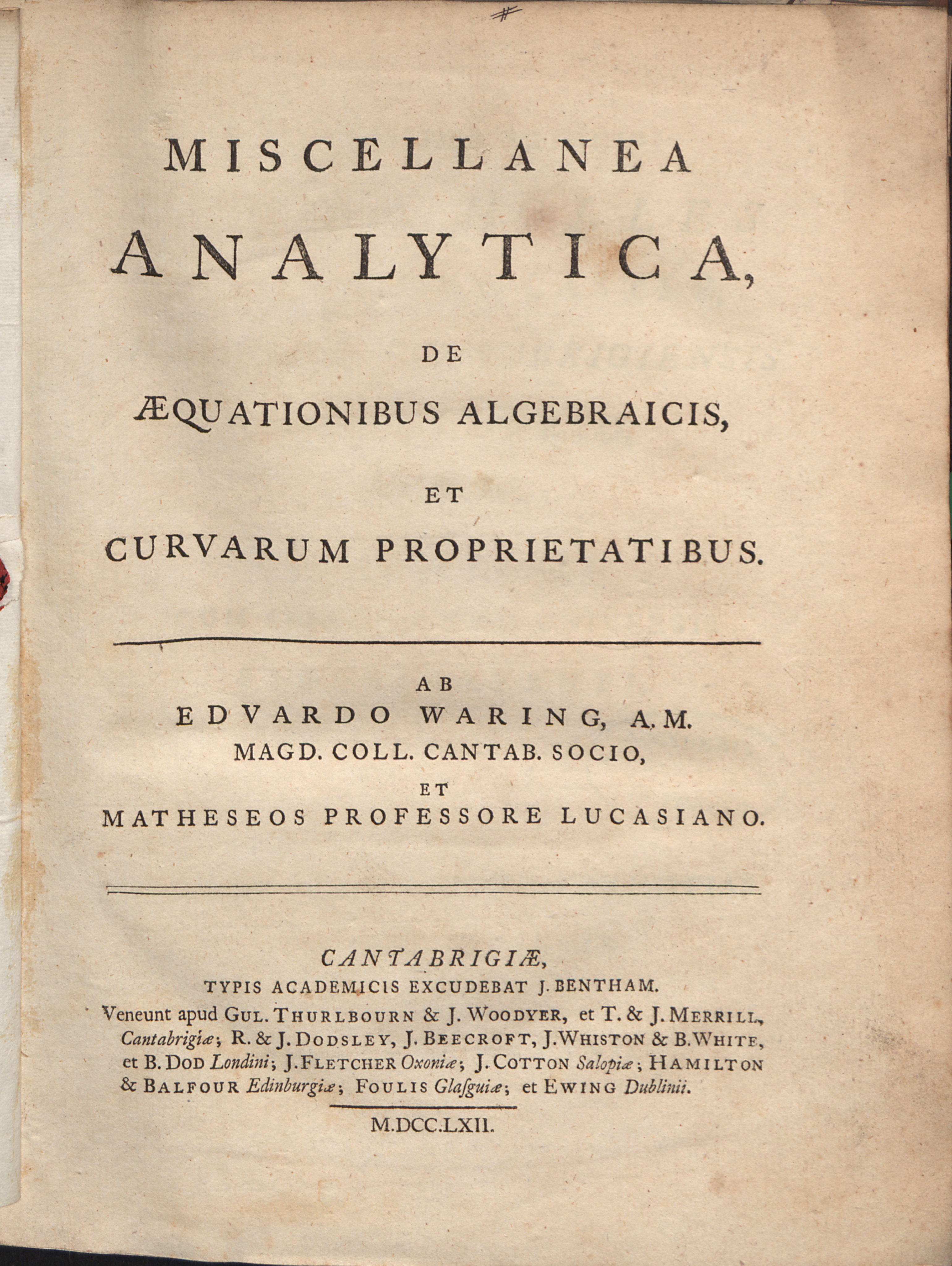
Miscellanea analytica, 1762

Waring skrev ett antal artiklar i Philosophical Transactions of the Royal Society, som handlade om upplösningen av algebraiska ekvationer, talteori, serier, approximation av rötter, interpolering, geometrin hos koniska sektioner och dynamik. Meditationes Algebraicae (1770), där många av resultaten som publicerades i Miscellanea Analytica omarbetades och utvidgades, beskrevs av Joseph-Louis Lagrange som "ett arbete fullt av utmärkta undersökningar". I detta arbete publicerade Waring många satser om lösningen av algebraiska ekvationer som väckte uppmärksamhet hos kontinentala matematiker, men hans bästa resultat kom inom talteorin. Inkluderat i detta arbete var den så kallade Goldbach-gissningen (varje jämnt heltal är summan av två primtal), och även följande gissning: varje udda heltal är ett primtal eller summan av tre primtal. Lagrange hade bevisat att varje positivt heltal är summan av högst fyra kvadrater; Waring föreslog att varje positivt heltal är antingen en kub eller summan av högst nio kuber. Han förde också fram hypotesen att varje positivt heltal antingen är ett bikvadrat (fjärde kraften) eller summan av högst nitton bikvadrat. Dessa hypoteser utgör det som kallas Warings problem.
I Proprietates Algebraicarum Curvarum (1772) återutgav Waring i en mycket reviderad form de fyra första kapitlen i den andra delen av Miscellanea Analytica. Han ägnade sig åt klassificeringen av högre plankurvor och förbättrade resultaten från Isaac Newton, James Stirling, Leonhard Euler och Gabriel Cramer. År 1794 publicerade han några exemplar av ett filosofiskt arbete med titeln An Essay on the Principles of Human Knowledge, som cirkulerades bland hans vänner.

## Utmärkelser och hedersbetygelser
- Fellow of the Royal Society,  1763[4]
- Copleymedaljen,  1784[11][4]

[Redigera Wikidata]